# خورخه گواردیولا
خورخه گواردیولا (انگلیسی: Jorge Guardiola؛ زادهٔ ۱ ژانویهٔ ۱۹۶۳) تیرانداز اهل اسپانیا بود.